# World Mix
World Mix est une réédition du premier album du groupe Deep Forest parue en 1994 sur le label Columbia Records. 
Elle contient quatre musiques supplémentaires par rapport à l'album originellement sorti en 1992, qui sont en fait des remixes des titres Sweet Lullaby, Deep Forest et Forest Hymn.

## Titres
| 1  | Deep Forest                             | 5:34 |
| 2  | Sweet Lullaby                           | 3:48 |
| 3  | Hunting                                 | 3:27 |
| 4  | Night Bird                              | 4:18 |
| 5  | The First Twilight                      | 3:18 |
| 6  | Savana Dance                            | 4:26 |
| 7  | Desert Walk                             | 5:14 |
| 8  | White Whisper                           | 5:46 |
| 9  | The Second Twilight                     | 3:02 |
| 10 | Sweet Lullaby (Ambient Mix)             | 3:44 |
| 11 | Sweet Lullaby (Round the World mix) (*) | 6:48 |
| 12 | Sweet Lullaby (Apollo mix) (*)          | 7:21 |
| 13 | Deep Forest (Sunrise at Alcatraz) (*)   | 7:08 |
| 14 | Forest Hymn (Apollo mix) (*)            | 6:46 |
| 15 | Forest Hymn                             | 5:48 |

(*) Pistes n’apparaissant pas sur l'album Deep Forest.